# Mít Đặc trên Mặt Trăng
Mít Đặc trên Mặt Trăng (tiếng Nga: Незнайка на Луне, tiếng Ukraina: Незнайко на Місяці / Mít Đặc lên Nguyệt Cầu) là phần tiếp theo của tập truyện Những cuộc phiêu lưu của Mít Đặc và các bạn, xuất bản các năm 1964 và 1965.

## Lịch sử
Theo khảo cứu, đôi nhân vật văn chương hí họa nức tiếng nhất thời Soviet là Murzilka (Мурзилка, /muốc-diu-ca/ gầm gừ) và Neznayka (Незнайка, /nhiết-nai-ca/ tớ biết đâu) đều xuất hiện lần đầu trong truyện Xứ sở nhi đồng (Царства малюток. Приключение Мурзилки и лесных человечков в двадцати семи рассказах) của bà Anna Khvolson (Анна Борисовна Хвольсон, 1868 - 1964) san hành năm 1889. Sách này được tái bản các năm 1898, 1902 và 1915, trở thành truyện đọc cho trẻ em bán chạy nhất mạt kì đế quốc. Nhưng trong suốt thời Soviet, cuốn sách không hề tái bản, phải chờ tới năm 1991 văn bản 1889 mới được đem in lại dưới hình thức mới.
Tuy thế, trứ tác Khvolson chẳng qua thuật lại bằng Nga văn bộ liên hoàn họa The Brownies (tạm dịch : Yêu tinh) của tác gia Palmer Cox người Canada. Trong đấy, ông Cox kể truyện một chủng tộc tí hon có hình trạng gần giống con bọ, vốn là cổ tích xứ Alba mà ông nghe bà nội kể suốt thuở nhỏ.
Tương tự Palmer Cox, tác gia Nikolay Nosov (Николай Николаевич Носов, 1908 - 1976) có ấn tượng sâu sắc với cuốn truyện Anna Khvolson tự tấm bé. Nên vào năm 1952, khi có cơ hội tường trình ý tưởng với biên tập viên Bogdan Chalyy, Nikolay Nosov đã rất may vì nhận được sự tán đồng.
Vậy là trong các năm 1953-4, truyện Những cuộc phiêu lưu của Mít Đặc và các bạn (Приключения Незнайки и его друзей) được đăng thường kì trên tạp chí Barvinok (hoa trường xuân) bằng hình thức song ngữ Nga-Ukraina, có kèm mình họa màu (điều hi hữu thuở bấy giờ, thường chỉ dành cho tác gia có uy tín). Khi in thành sách, Những cuộc phiêu lưu của Mít Đặc và các bạn cũng thuộc số rất ít tác phẩm được trang trí công phu, nhiều màu và đặc biệt dùng bìa nhũ (đương thời loại bìa này thường chỉ dành cho văn kiện có phẩm chất trang nghiêm, không bao giờ in đại trà). Đây cũng được coi là đầu sách thành công thương mại nhất của Nikolay Nosov trên bình diện Tô Liên và quốc tế.
Tuy vậy, kể từ các cuốn sau Mít Đặc ở Thái Dương thành (Незнайка в Солнечном городе ; tạp chí Thanh Niên, 1958) và Mít Đặc lên Nguyệt Cầu (Незнайка на Луне ; tạp chí Gia Đình & Học Đường, 1964-5), vì nội dung hướng đến lứa thanh thiếu niên nên truyện chỉ được minh họa sơ lược, chủ yếu tập trung vào mặt chữ. Một phần nữa vì theo quan niệm đương thời, truyện có nhiều tình tiết khi minh họa dễ gây chấn động tâm lí tuổi mới lớn. Nhưng so với cuốn đầu, những cuốn này đạt thành tựu thương mại rất thấp. Thậm chí trong một thời gian rất lâu, hai cuốn này chỉ phổ biến trong cộng đồng Nga ngữ mà ít có ngôn ngữ khác.
Vào năm 1969, Nikolay Nosov được trao giải thưởng quốc gia Krupskaya cho bộ ba truyện Mít Đặc. Ngày nay, ba tập truyện Mít Đặc được coi là di sản văn chương chung tại Nga và Ukraina.
Bên cạnh bộ ba Mít Đặc, Nikolay Nosov cũng soạn đoản thiên Đinh Vít, Đinh Dép và máy hút bụi (Винтик, Шпунтик и пылесос ; 1956) và Nón Nhọn và đội quân dưa leo (Фунтик и огурцы, 1957), sau này được coi là các phụ trương Cuộc phiêu lưu của Mít Đặc và các bạn. Ngoài ra, từ thập niên 1990 tới nay có nhiều tác giả phát triển tiếp truyện Mít Đặc.
Tập cuối này được coi là đối lập về phương thức biểu đạt so với hai cuốn trước. Trong sách, tác giả Nikolay Nosov không còn gọi "cô bé cậu bé" (малыши, малышки) mà đổi thành "người tí hon" (коротышки). Ngoài ra, Mít Đặc không giữ vị trí trung tâm nữa mà chỉ là một trong các nhân vật chính. Trứ tác này cũng tiên khởi cho thuật ngữ "chủ nghĩa tư bản nguyệt cầu" (лунный капитализм).

## Nội dung
Chừng hai năm rưỡi sau chuyến du lịch Thái Dương thành, nhà thiên văn Viễn Kính phát hiện lòng trũng Nguyệt Cầu có những đá tảng nom như gạch, nên cậu ta quả quyết là công trình của một sinh vật thông minh. Ngay lập tức, Viễn Kính và Biết Tuốt mở hội luận khoa học. Sau một hồi tranh cãi gay gắt, cả bọn quyết định đóng phi thuyền lên thám sát Nguyệt Cầu.
Một đêm nọ, Mít Đặc nghịch ngợm dắt Bánh Vòng chui vô buồng lái phi thuyền. Chú ta táy máy thế nào khiến chiếc tàu bay vút lên, chở cả hai tới Nguyệt Cầu. Ở Nguyệt Cầu, hai đứa phát hiện ra một thành phố siêu kĩ nghệ. Thế rồi Mít Đặc trở thành tên du đãng nguy hiểm bị cảnh sát Nguyệt Cầu truy nã gắt gao, vào tù ra khám như cơm bữa ; còn Bánh Vòng phát hiện ra đá muối và trở nên tỉ phú nhờ buôn gia vị mặn.

## Phong hóa
Cuốn tiểu thuyết được Nikolay Nosov thai nghén nhằm mục đích phê phán chủ nghĩa tư bản Tây phương thập niên 1960. Trong một số bài phỏng vấn về sau, chính ông cũng khuyến cáo rằng, nó hầu như là đặc thù của chủ nghĩa tư bản toàn thể thế kỷ XX. Theo cháu trai của ông, tác gia Igor Nosov, đây quả thực là trứ tác đi trước thời đại, vì hóa ra nó mô tả rất sát những biến động của nước Nga hậu Soviet, một thứ có thể gọi là "chủ nghĩa tư bản hoang dã" (дикий капитализм).
Mít Đặc lên Nguyệt Cầu khá nổi tiếng tại thế giới Tây phương thập niên 1970 và 1980, được đưa lên kịch trường và điện ảnh rất nhiều lần, vượt hẳn so với các tác phẩm trước đó của Nikolay Nosov. Vào năm 1999, tại nước Nga, lần đầu tiên mới có một bộ phim hoạt họa 2D chuyển thể ra đời và đến nay vẫn được cho là gần nguyên tác nhất.

## Liên kết

### Tư liệu
- Николай Носов : Незнайка на Луне
- «Mít Đặc lên Nguyệt Cầu» trên YouTube
- Евгений Умеренков (ngày 22 tháng 10 năm 2002). "Незнайка в суде". АО ИД «Комсомольская правда». Truy cập ngày 26 tháng 4 năm 2016.
- Юнна Чупринина. "Наследные принцы и нищие". Bản gốc lưu trữ ngày 24 tháng 10 năm 2020.
- "«Mít Đặc lên Nguyệt Cầu» вернули в семью". Sostav.ru. ngày 17 tháng 4 năm 2002.
- Mít Đặc lên Nguyệt Cầu trên Internet Movie Database
- Mít Đặc lên Nguyệt Cầu — 2 trên Internet Movie Database